# Chthonius elongatus
Chthonius elongatus är en spindeldjursart som beskrevs av Lazzeroni 1970. Chthonius elongatus ingår i släktet Chthonius och familjen käkklokrypare. Inga underarter finns listade i Catalogue of Life.